# 热电材料
热电材料 是利用热电效应实现固体发电和制冷的基础。
热电效应是指温差产生电压或电流产生温差的现象。其中温差发电现象被称为塞贝克效应（通过温差产生电压）、电流制冷现象被称为珀耳帖效应（用电流驱动热流），温度梯度改变塞贝克系数的现象被称为汤姆逊效应。虽然所有材料都具有热电效应，但在大多数材料的热电效应很不明显，无法付诸实际应用。因此，寻找和制备高性能的固体热电材料，取代传统发电热机和传统压缩制冷，来实现未来的发电、制冷需求，称为现在材料学的重点课题之一。目前，室温下最常用的热电材料大多为基于碲化铋（ Bi
2Te
3) 的半导体合金.

## 热电品质因数
在衡量热电材料的发电、制冷性能时，常需要综合考虑其电导率( σ )、热导率( κ ) 和塞贝克系数(S) 。这三种物理量亦常随温度( T ) 变化。材料学中常用一个无量纲的物理量来综合评定热电材料的能量转换效率，即品质因数，品质因素简称为 {\displaystyle zT}, 由以下公式给出：
{\displaystyle zT={\sigma S^{2}T \over \kappa }.}

### 能量转化效率
用于发电的热电装置的能量转化效率由下式给出{\displaystyle \eta } ：
{\displaystyle \eta ={{\text{energy provided to the load}} \over {\text{heat energy absorbed at hot junction}}}}
热电设备的能量转换效率与其品质因数{\displaystyle ZT}的关系可由以下公式给出：{\displaystyle \eta _{\mathrm {max} }={T_{\rm {H}}-T_{\rm {C}} \over T_{\rm {H}}}{{\sqrt {1+Z{\bar {T}}}}-1 \over {\sqrt {1+Z{\bar {T}}}}+{T_{\rm {C}} \over T_{\rm {H}}}},}
其中{\displaystyle T_{\rm {H}}}为高温短的温度， {\displaystyle T_{\rm {C}}}为低温端的温度，而{\displaystyle {\bar {T}}}为温度场中的平均温度。

### 功率因数
功率因数常被用来评估热电材料单位体积内的发电量或制冷量，其定义为：{\displaystyle \mathrm {PF} =\sigma S^{2}[W/m/K^{2}]}其中 S 是塞贝克系数而σ 是电导率。
物理上，更高的功率因数意味着单位时间内产生更多的发电量或制冷量。 

### 材料选择的标准
为了获得良好的效率，热电材料需要同时具备高导电性、低导热性和高塞贝克系数。

## 赝-zt因子
麻省理工学院和纽约州立大学的唐爽根据“唐-崔瑟豪斯理论”(Tang-Dresselhaus Theory) 提出了赝-{\displaystyle z{\bar {t}}}因子的概念，并指出相较于传统定义下的品质因子{\displaystyle ZT}，利用赝-{\displaystyle z{\bar {t}}}因子能够更高效的实现对热电材料的高通量筛选。唐氏赝-{\displaystyle z{\bar {t}}}因子的定义如下：  {\displaystyle {\frac {1}{Z{\bar {T}}}}={\frac {1}{z{\bar {t}}_{e}}}+{\frac {\kappa _{L}}{k_{B}^{2}T\theta }}{\frac {1}{z{\bar {t}}_{L}}},}其中{\displaystyle z{\bar {t}}_{e}=(J_{0}J_{2}J_{1}^{-2}-1)^{-1}}而{\displaystyle z{\bar {t}}_{L}=J_{1}^{2}J_{0}^{-1}} 。此处的{\displaystyle J_{n}}为无量纲的物理量，其定义为：{\displaystyle J_{n}={\frac {1}{\theta }}\int (-{\frac {\partial f_{0}}{\partial \varepsilon }})\Xi (\varepsilon )(\varepsilon -\varepsilon _{f})^{n}d\varepsilon ,}其中{\displaystyle \varepsilon }和{\displaystyle \varepsilon _{f}}分别为载流子的约化能量（ {\displaystyle \varepsilon =E/k_{B}T} )和约化费米能级 ( {\displaystyle \varepsilon _{f}=E_{f}/k_{B}T} ), {\displaystyle f_{0}}为电子的费米-狄拉克统计函数，而 {\displaystyle \Xi (\varepsilon )} 为载流子的输运分布函数. 
通过这样的拆分分析，两个同样无量纲的赝-{\displaystyle z{\bar {t}}}因子将分别在热电转换效率中测量电子的影响（{\displaystyle z{\bar {t}}_{e}}）和标度晶格的贡献（{\displaystyle z{\bar {t}}_{L}}）。这就可以帮助避免在优化总体品质因子的过程中，在塞贝克系数、电导率和导热率之间出现此消彼长的“跷跷板游戏”，从而清楚的检测带隙、能带不对称性、能带排列、纳米结构和载流子散射机制在不同情况下对整体热电性能的影响。